# Сысоев, Евгений Сергеевич
Евге́ний Серге́евич Сысо́ев (род. 20 июня 1959) — советский и российский деятель органов государственной безопасности. С 1 января 2022 года — Руководитель Антитеррористического центра государств-участников Содружества Независимых Государств.

## Биография
Родился в 1959 году в Томской области.
В 1982 году окончил физико-технический факультет Томского государственного университета имени В. В. Куйбышева.
В 1984 году окончил Высшие курсы КГБ СССР в г. Минске.
В 1993 году окончил юридический факультет Томского государственного университета.
С 1983 года начал проходить службу в органах государственной безопасности на различных должностях оперативного и руководящего (с 1988 года) составов в Управлении ФСБ России по Томской области. С 2000 года — заместитель начальника Управления.
С 2003 года — первый заместитель начальника Управления ФСБ России по Красноярскому краю.
В 2005 года — 2009 годах — начальник Института ФСБ России (г. Новосибирск).
С 2009 года — начальник Управления ФСБ России по Новосибирской области, а также председатель совета начальников органов Федеральной службы безопасности в Сибирском федеральном округе.
С 2011 года — заместитель руководителя Службы — начальник Инспекторского управления Контрольной службы ФСБ России. Согласно декларации о доходах в 2012 году заработал 4 млн рублей.
С 19 марта 2013 года по 31 декабря 2015 года — заместитель Директора ФСБ России — руководитель аппарата Национального антитеррористического комитета. Согласно декларации о доходах в 2014 году заработал 5 млн 816 тыс. рублей.
С 1 января 2016 года по конец 2018 года — директор исполнительного комитета Региональной антитеррористической структуры Шанхайской организации сотрудничества.
Указом Президента Российской Федерации от 28 декабря 2018 года назначен начальником Академии ФСБ России.
C 1 января 2022 года руководитель Антитеррористического центра СНГ. 
Награждён орденами: «Александра Невского»,«За военные заслуги», «Почёта», медалями, иностранным Орденом Пакистана 3-го класса.